# プロッツァ
株式会社プロッツァ (英称: Prozza Corporation) は、かつて存在した日本のEVメーカーである。
電動バイク・電動三輪の製造・販売を行っている。株式会社プロスタッフのEV事業部が独立して誕生。
本社は愛知県一宮市に置かれ、中国、台湾、フィリピンに海外拠点を持つ。

## 歴史
2008年、プロッツァは株式会社プロスタッフ（カー用品製造販売）のEV事業部として設立された。
多くEVベンチャーが存在する中で、プロッツァが掲げたコンセプトは「今、使える未来」。誰もが暮らしの中で普通に使用でき、新たな走る楽しさを提供できるEVを追求している。
社長の廣瀬徳蔵は、カー用品工場の進出先だった上海でそのヒントを見出したという。
「街の多くのバイクが、来るたびに電動に置き換わっていく。EVは遠い未来の乗り物じゃなく、もっと身近な存在なんだ」。
2009年、プロッツァ初の電動バイク「EV-R55」が製品化され、2010年には、ペダル付きモデルの「ミレット」が販売されている。軽快なアピアランスと12色ものカラーバリエーションは多くのマスコミに注目され、静かでクリーンな走りとともに、ファッションに敏感な女性など新たな顧客層の開拓に成功。電動バイクが家電量販店で売られる先駆けとなった。
電動バイクのベンチャー企業の多くが、中国企業にOEMで生産委託するのに対し、自社工場での製造をおこなっている。
同社も当初はOEMによる生産委託であったが、委託先での品質管理・生産管理の難課題を解決すべく、自社工場生産に切り替えている。
このような国内市場の電動バイクのマーケットや生産体制を築く一方で、プロッツァはコンシューマ製品以外の分野への取り組みも積極的に進めていった。
2011年、バイクレースの聖地、マン島TTレースに日本から初挑戦し完走・5位入賞を果たす。
さらに2012年（平成24年）には、フィリピンの排気ガス問題の解決を目指し、7人乗りの電動三輪タクシー「ペコロ」を開発。フィリピン・セブに工場を設立し、いち早く量産体制を整えた。
こうしたEV事業の成長を機に2013年に事業移管を受け、EVの専業企業としてプロッツァが分社化された。
2018年3月、プロッツァは再編によりプロスタッフに統合された。

### ～創業期・プロスタッフの歴史
プロスタッフとプロッツァの最初の歴史は1929年(大正4年)、竹原権治が大日本紡織(現ユニチカ)の設営に伴う機械設備全般の設計・施工・工事を請け負ったことから始まった。
コンピュータもセンサもない時代に機械仕掛けだけで複雑な工程を制御する紡織機械は、当時の最先端技術であり、このような時代の最先端技術に挑むエンジニアリングの姿勢は、「技術開発のDNA」として現在まで受け継がれることとなる。
第二次世界大戦中には、高度な金属加工技術が要求されるゼロ式艦上戦闘機の離着艦装置の部品製造を担った。さらに終戦直後は、独自のマフラーでその名を知られたオートバイメーカー・CABTONの部品製造を手がけ、時代が求めるモノづくりを実践する一方で、多彩なノウハウを蓄積してきたと言える。
戦後は、(株)竹原機械製作所としてスタートし、産業用機械器具の製造販売にシフトし国内産業の復興と成長に貢献した。
1968年(昭和43年)には自動車用品事業部を設置しカー用品の開発研究に着手。現在に至るまでベストセラー商品となっている自動車ガラスの油膜取り「キイロビン」は、この頃に誕生している。カー用品事業は、モータリゼーションの発展と共に、繊維産業に代わるグループの中核事業へと拡大していった。PROSTAFFブランドのカー用品は1000種類を超え、2008年には、株式会社竹原から株式会社プロスタッフへ商号を変更した。

## 沿革

### 竹原、プロスタッフの時代
- 1919年4月 愛知県一宮市にて、竹原鉄工所を創立
- 1920年2月 竹原式輪具撚糸機の製造及び販売を開始
- 1946年7月 戦災により、本社・工場を犬山に移転
- 1946年7月 CABTONバイクの製造に携わる
- 1952年12月 (株)竹原機械製作所を設立し、産業機械器具の製造並びに販売を業とす
- 1965年12月 (株)竹原機械製作所より(株)竹原へ商号を変更
- 1975年5月 自動車用品の製造及び販売を開始
- 2003年9月 中華人民共和国に上海保斯道汽車用品有限公司設立
- 2004年2月 中華人民共和国に上海保斯道貿易有限公司設立
- 2005年10月 (株)ママペアーズ設立(後のプロッツァ)
- 2005年11月 資本金を100,000,000円に増資
- 2006年5月 一宮市奥町に一宮ロジスティックセンター開設
- 2008年5月 (株)竹原より(株)プロスタッフへ商号を変更

### プロッツァの時代
- 2008年9月 プロスタッフにEV事業部を設立
- 2008年11月 電気のりもの館設立
- 2009年1月 岐阜県海津市にEVセンター開設
- 2009年3月 電動スクーターの販売を開始
- 2010年10月 EVセンターを一宮市に移転
- 2011年6月 マン島TT Zeroに電動バイク「TT零11」で参戦し、完走5位入賞[2]
- 2011年7月 台湾に、EV拠点となる台湾保斯道有限公司を設立
- 2011年9月 上海に、上海保斯道電動車有限公司を設立
- 2012年2月 フィリピンに、EV製造拠点 Prozza Hirose Manufacturing Inc. を設立
- 2013年5月 プロスタッフEV事業部門を分割し、子会社の(株)プロッツァに分社化
- 2016年12月 電動バイク製品の生産・販売を終了。
- 2018年3月 プロスタッフに再編統合される[1]。

## 製品

### 現在販売中の電動バイク

#### ミレットLi500
脱着式リチウムイオンバッテリーを搭載した電動スクーター。500Wのインホイールモーターを搭載し、40kmの走行が可能。車重が52kgしかなく誰にでも乗りやすく設計されており、50CCクラスの原付バイクとしては最軽量クラスである。ペダルを装備しているのも特徴のひとつだが、これは緊急用機能であり普段は使われない。また、これまでのスクーターらしくないフォルムデザインやカラーバリエーションが豊富であることから、特に女性や流行感度の高いユーザーに人気を博し、ファッション誌でも多数紹介されている。

### 生産終了モデルの電動バイク
ミレット（鉛バッテリーの初代モデル）、EV-R55、デルスター

### 電動三輪

#### Pecolo
フィリピン国内では、トライシクルと呼ばれる三輪タクシーが約350万台走っているが、排気ガスやガソリン価格高騰といった課題の解決のため、電動三輪（E-trike）の普及が国家プロジェクトとして進められている。Pecoloは、7人乗りのコミューターで、プロッツァの子会社Prozza Hirose Manufacturing Inc.が製造するフィリピン製車両である。シャーシやボディはフィリピンで製造されるが、モーター等のパワートレイン系部品は日本企業から調達され、品質と価格の両立が図られている。
EV普及における最大の課題は充電インフラストラクチャーの普及だが、Pecoloは、リチウムイオンバッテリーを人の軽作業で交換できるスワッピング方式が採用されており、高価な充電施設を必要としない。複数の並列充電が可能なバッテリー交換ステーションが、Pecoloと同時に販売展開されている。